# かんザラシ
かんザラシは、長崎県島原市の非公式ゆるキャラ。

## プロフィール
島原名物「寒ざらし」からうまれたしらたまアザラシ
- 誕生日：11月23日
- 性別：男の子
- 好きな食べ物：そうめん、お野菜
- 趣味：泳ぐこと、おさんぽすること
- 資格：カラアゲニスト[2]